# 챔피언 벨트

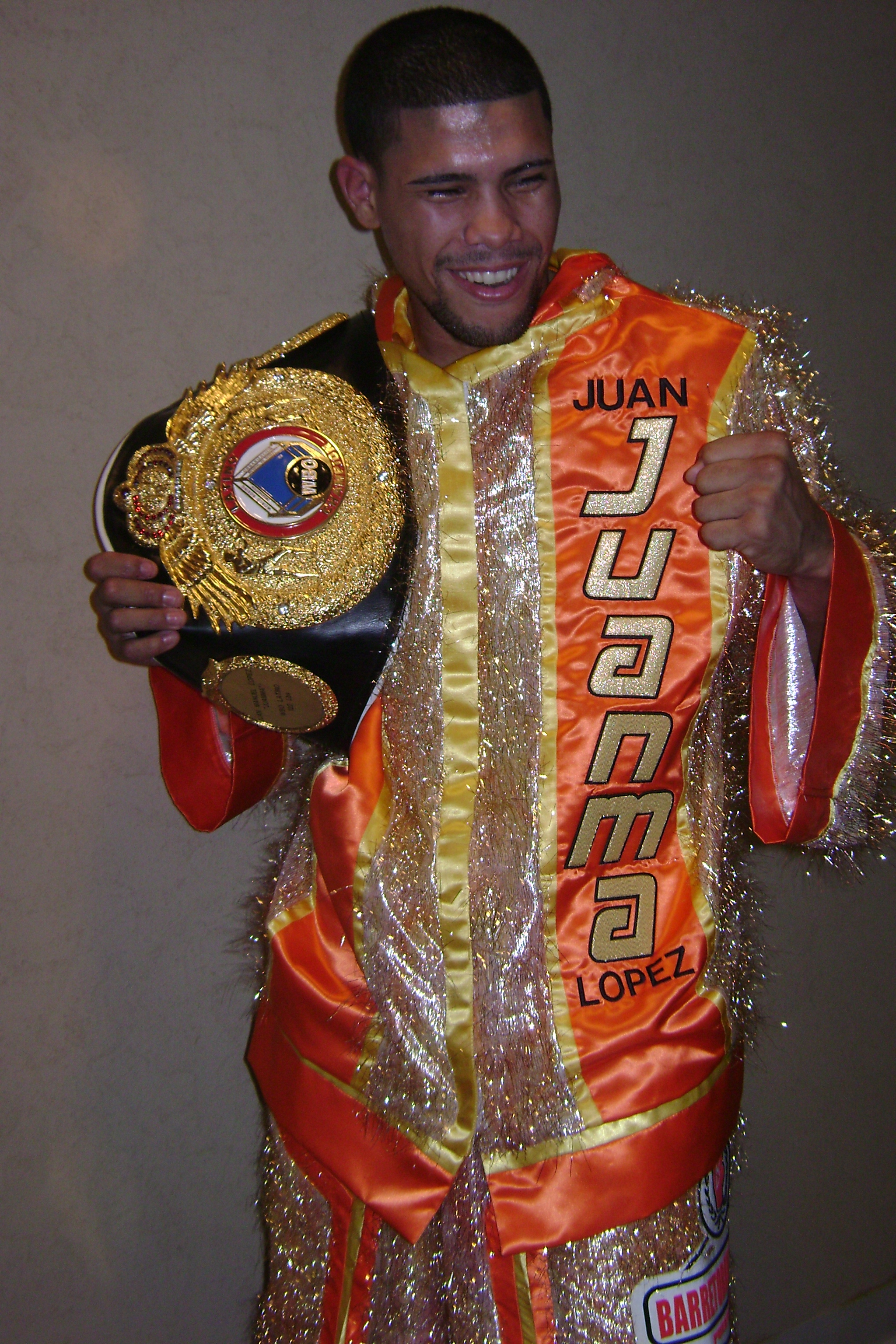

챔피언 벨트(영어: championship belt)는 격투 스포츠에서 우승을 한 선수에게 주어지는 화려한 장식이 붙은 벨트이다. 챔피언십 벨트는 다른 스포츠의 컵이나 트로피와 같이 프로모션 또는 회사의 챔피언을 나타 내기 위해 복싱, 종합 격투기 및 프로 레슬링과 같은 전투 스포츠에서 주로 사용되는 크고 화려하게 디자인된 벨트이다. 챔피언십 벨트를 만드는 사업에는 여러 회사가 있다.

## 초기 역사
반지 내에서의 업적에 대한 상으로 수여된 첫 번째 벨트는 1810년 조지 3세가 미국의 전 노예였던 톰 몰리노를 물리친 맨주먹 복서 톰 크립에게 수여되었다.

## 권투
복싱에서는 세계복싱평의회, 세계복싱협회, 국제복싱연맹, 세계복싱기구 등 개별 단체들이 각각 체급별 챔피언에게 수여하는 고유한 챔피언 벨트를 가지고 있다. 권투 선수들은 체중 부문을 통합하기 위해 네 조직 모두의 벨트를 획득하기 위해 노력한다. 더 링(The Ring)은 또한 "엄격한 기준을 충족함으로써 주어진 체급에서 진정한 유일한 세계 챔피언이라는 주장을 정당화할 수 있는 선수에게 보상하기 위한" 챔피언십 시스템을 만들었다.
챔피언은 타이틀을 잃어도 이 벨트를 영구적으로 소유할 수 있으며 새 챔피언이 선정되면 새 벨트가 만들어진다.

## 프로레슬링
프로레슬링의 첫 번째 세계 선수권 대회 중 하나는 1875년에 창설된 세계 그레코로만형 헤비급 선수권 대회였다. 아메리칸 헤비급 선수권 대회는 캐치 레슬링이 미국에서 지배적인 스타일이 되면서 1881년에 만들어졌다. 역사적인 월드 헤비급 레슬링 챔피언십(World Heavyweight Wrestling Championship)은 1905년 세계 최고의 캐치 캔 레슬러를 식별하기 위해 만들어졌다. 이 챔피언십은 원래 1920년대에 스포츠가 미리 결정된 작업으로 점진적으로 전환될 때까지 합법적인 경기에서 경쟁했다.
현대의 프로 레슬링은 전투 스포츠를 모방하여 운동 경기와 연극 공연을 결합한 엔터테인먼트의 한 형태이다. 많은 스토리라인이 권투와 유사한 챔피언십 벨트로 대표되는 프로모션 챔피언십을 중심으로 한다. 주요 프로모션의 최고 타이틀은 일반적으로 "세계 헤비급 챔피언십"으로 지정된다. 다른 소규모 챔피언십은 지역 이름을 사용하거나 특정 체급으로 제한되거나 전통적인 태그 팀 경기와 같은 다른 특수한 상황에서 방어될 수 있다.
일반적으로 프로레슬링 타이틀 벨트는 타이틀마다 고유한 디자인을 가지고 있는데, 이는 주어진 제재 기관의 타이틀 벨트가 모두 동일한 디자인인 복싱 및 종합 격투기(MMA)와 대조적이다. 예를 들어 Big Gold Belt 디자인은 매우 잘 알려져 있으며 1980년대부터 다양한 레슬링 프로모션에 사용되었다.
2016년 WWE는 챔피언십을 간소화하기 시작하여 최고의 남녀 챔피언십을 복싱 및 MMA와 유사한 동일한 디자인으로 만들었다. 그들 사이의 유일한 차이점은 색상(제목이 Raw 또는 SmackDown 브랜드에 속하는지 여부를 나타냄), 벨트의 이름 및 여성용 벨트가 더 작다는 것이다. 태그 팀 챔피언십은 스트랩의 색상만 다를 뿐 서로 디자인이 동일하다.

## 종합격투기
종합 격투기는 일반적으로 각 체급의 챔피언에게 챔피언 벨트를 수여하는 프로모션이기도 한 각 제재 그룹의 복싱 모델을 따른다. 복싱과 마찬가지로 각 승격 벨트의 디자인은 체급에 관계없이 동일하며 챔피언은 타이틀을 잃은 후에도 벨트를 유지한다.

## 모터스포츠
라스베가스 모터 스피드웨이(Las Vegas Motor Speedway)는 도시의 전투 스포츠로 인해 전통적인 트로피 대신 일부 레이스 우승자에게 챔피언십 벨트를 자주 사용했다.

## 다른 스포츠
역사적으로 챔피언 벨트는 프로 골프 토너먼트 우승자에게도 수여되었다. 로데오 토너먼트는 또한 다른 상품 중에서도 특별한 벨트를 수여한다.